# Río Günz
El río Günz es un afluente derecho del Danubio en Suabia, Baviera, en Alemania. Con una longitud de 55 km, nace cerca del pueblo de Lauben en la Baja Algovia, en la unión del Günz del oeste y el Günz del este. Estos dos tienen 30 y 35 km, respectivamente, más de longitud y nacen al oeste de Obergünzburg (Günz del oeste) y al sureste (Günz del este). Cerca de Gunzburgo (Günzburg) desemboca en el Danubio.
Este río ha dado nombre a la Glaciación de Günz.
- Datos: Q701688
- Multimedia: Günz / Q701688